# Kommissar für Verkehr
Der Kommissar für Verkehr ist ein Mitglied der Europäischen Kommission. Das Ressort existiert seit Gründung der Europäischen Wirtschaftsgemeinschaft 1958.

## Bisherige Amtsinhaber
| Kommissar                | Amtszeit  | Staat                  | nationale Partei | europäische Partei / politische Richtung | sonstige Zuständigkeiten                                     |
| ------------------------ | --------- | ---------------------- | ---------------- | ---------------------------------------- | ------------------------------------------------------------ |
| Apostolos Tzitzikostas   | seit 2024 | Griechenland           | ND               | EVP                                      | Tourismus                                                    |
| Adina Vălean             | 2019–2024 | Rumänien               | PNL              | EVP                                      |                                                              |
| Violeta Bulc             | 2014–2019 | Slowenien              | SMC              | ALDE                                     |                                                              |
| Siim Kallas              | 2010–2014 | Estland                | RE               | ELDR                                     | Vizepräsident                                                |
| Antonio Tajani           | 2008–2010 | Italien                | PdL              | EVP                                      | Vizepräsident                                                |
| Jacques Barrot           | 2004–2008 | Frankreich             | UMP              | EVP                                      | Vizepräsident                                                |
| Loyola de Palacio        | 1999–2004 | Spanien                | PP               | EVP                                      | Vizepräsidentin, Energie, Beziehungen zum Parlament          |
| Neil Kinnock             | 1995–1999 | Vereinigtes Königreich | Labour           | SPE                                      |                                                              |
| Marcelino Oreja Aguirre  | 1994–1995 | Spanien                | PP               | EVP                                      | Energie, Euratom                                             |
| Abel Matutes             | 1993–1995 | Spanien                | PP               | EVP                                      | Energie, Euratom                                             |
| Karel Van Miert          | 1989–1993 | Belgien                | SP               | SPE                                      | Verbraucherschutz                                            |
| Stanley Clinton Davis    | 1985–1989 | Vereinigtes Königreich | Labour           | SPE                                      | Umwelt, Verbraucherschutz                                    |
| Giorgios Contogeorgis    | 1981–1985 | Griechenland           |                  |                                          | Fischerei, Zusammenarbeit zu Tourismusfragen                 |
| Richard Burke            | 1977–1981 | Irland                 | FG               | EVP                                      | Steuern und Zollunion                                        |
| Carlo Scarascia-Mugnozza | 1973–1977 | Italien                | DC               | EVP                                      | Vizepräsident, Angelegenheiten des Parlaments, Umweltpolitik |
| Albert Coppé             | 1970–1973 | Belgien                | CDV              | christdemokratisch                       | Soziale Angelegenheiten                                      |
| Victor Bodson            | 1967–1970 | Luxemburg              | LSAP             | sozialdemokratisch                       |                                                              |
| Lambert Schaus           | 1958–1967 | Luxemburg              | CSV              | christdemokratisch                       |                                                              |